# پونتیاک فایربرد (نسل سوم)

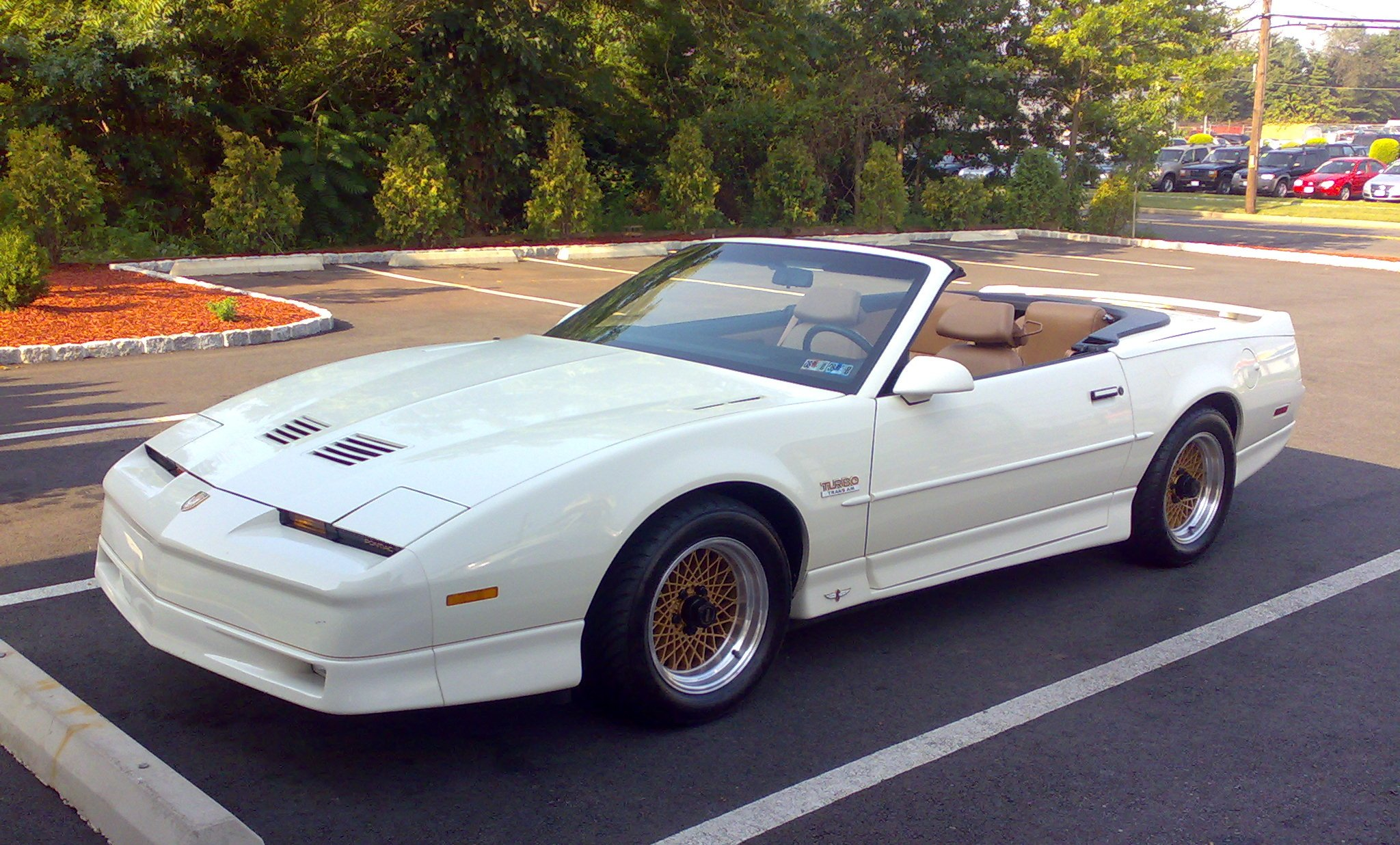

پونتیاک پرنده آتشین (نسل سوم) (Pontiac Firebird (third generation)) خودرویی است که در سال‌های ۱۹۸۲ تا ۱۹۹۲در ایالات متحده آمریکا و ایالات متحده آمریکا تولید شده‌است. طراحی آن خودروهای موتور جلو-محور عقب بوده است. سیستم جعبه‌دندهٔ آن ۵ دنده به دو صورت خودکار و دستی است.